# Tula

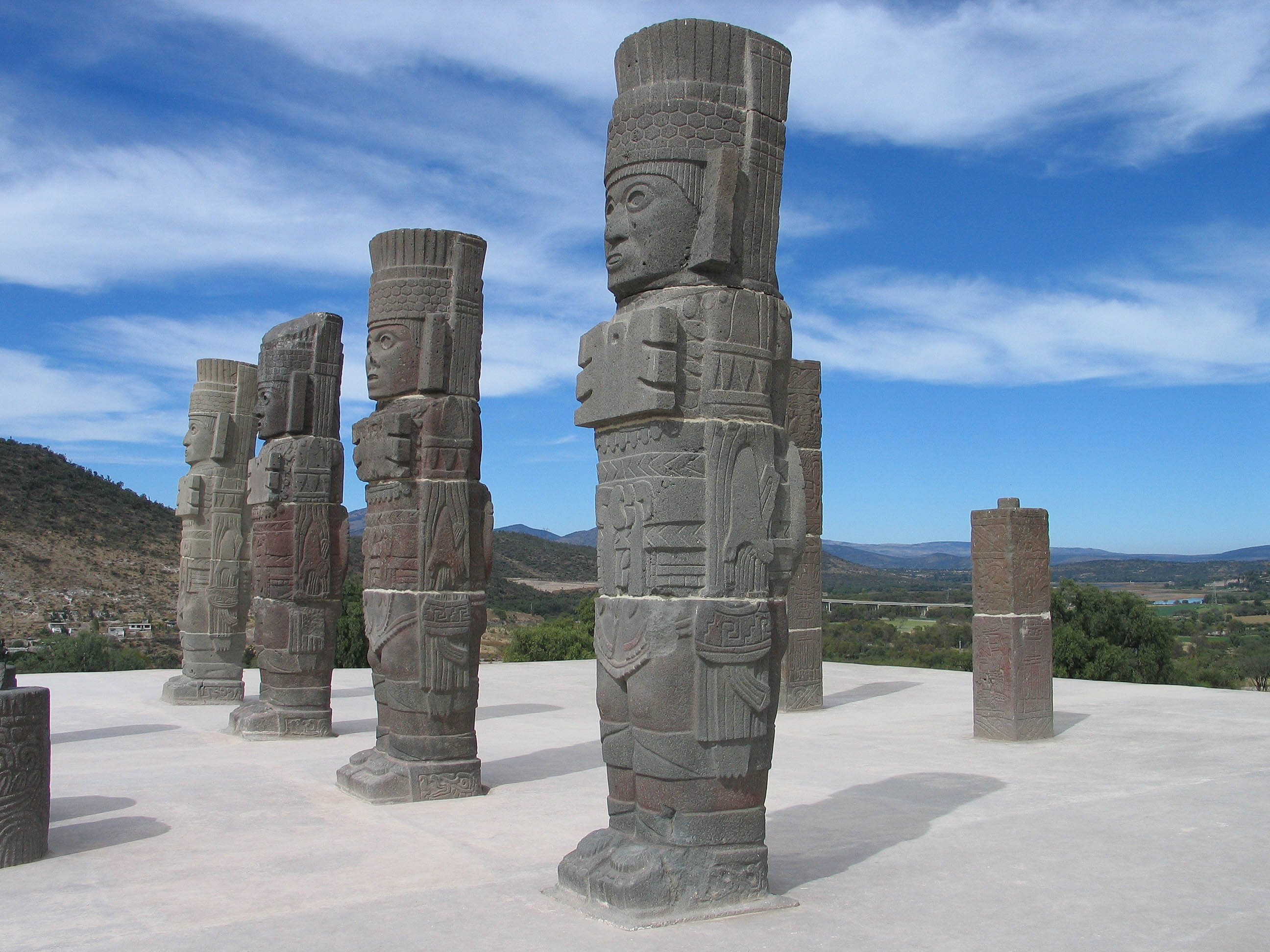
Posągi atlantów, dawniej podtrzymujących dach świątyni

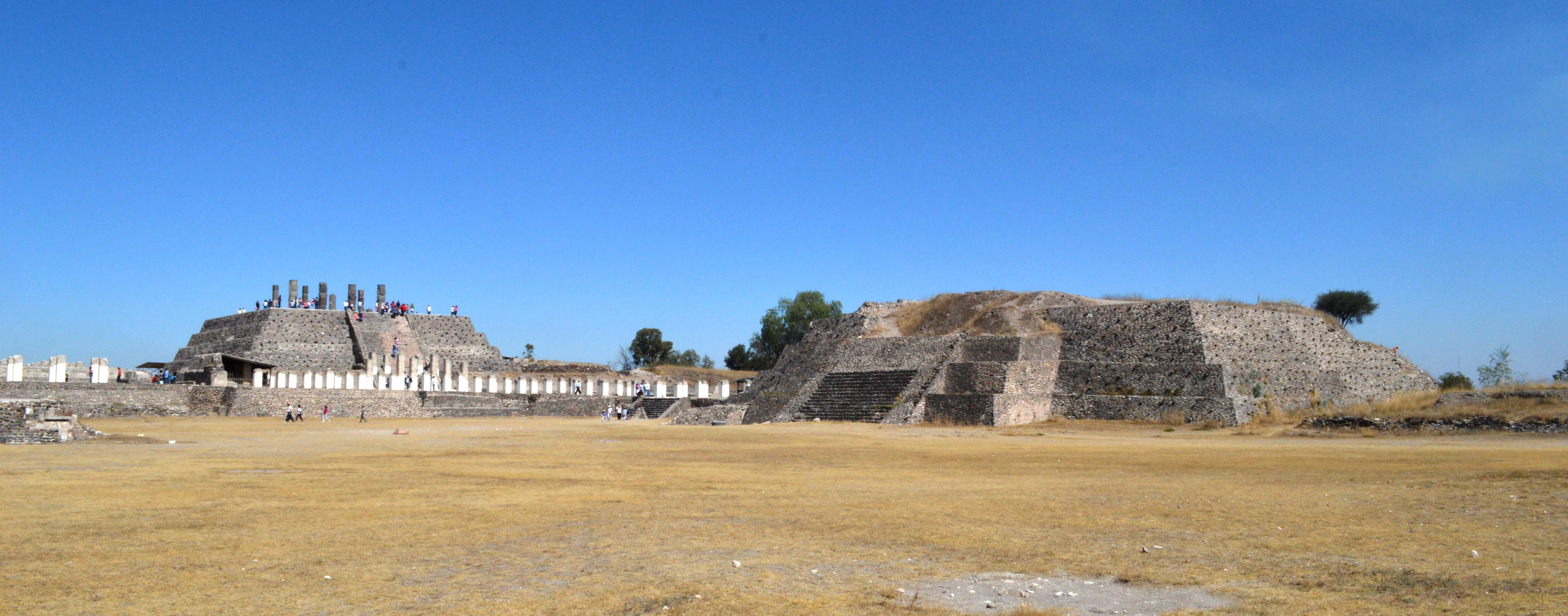
Piramida B i C w Tula Grande

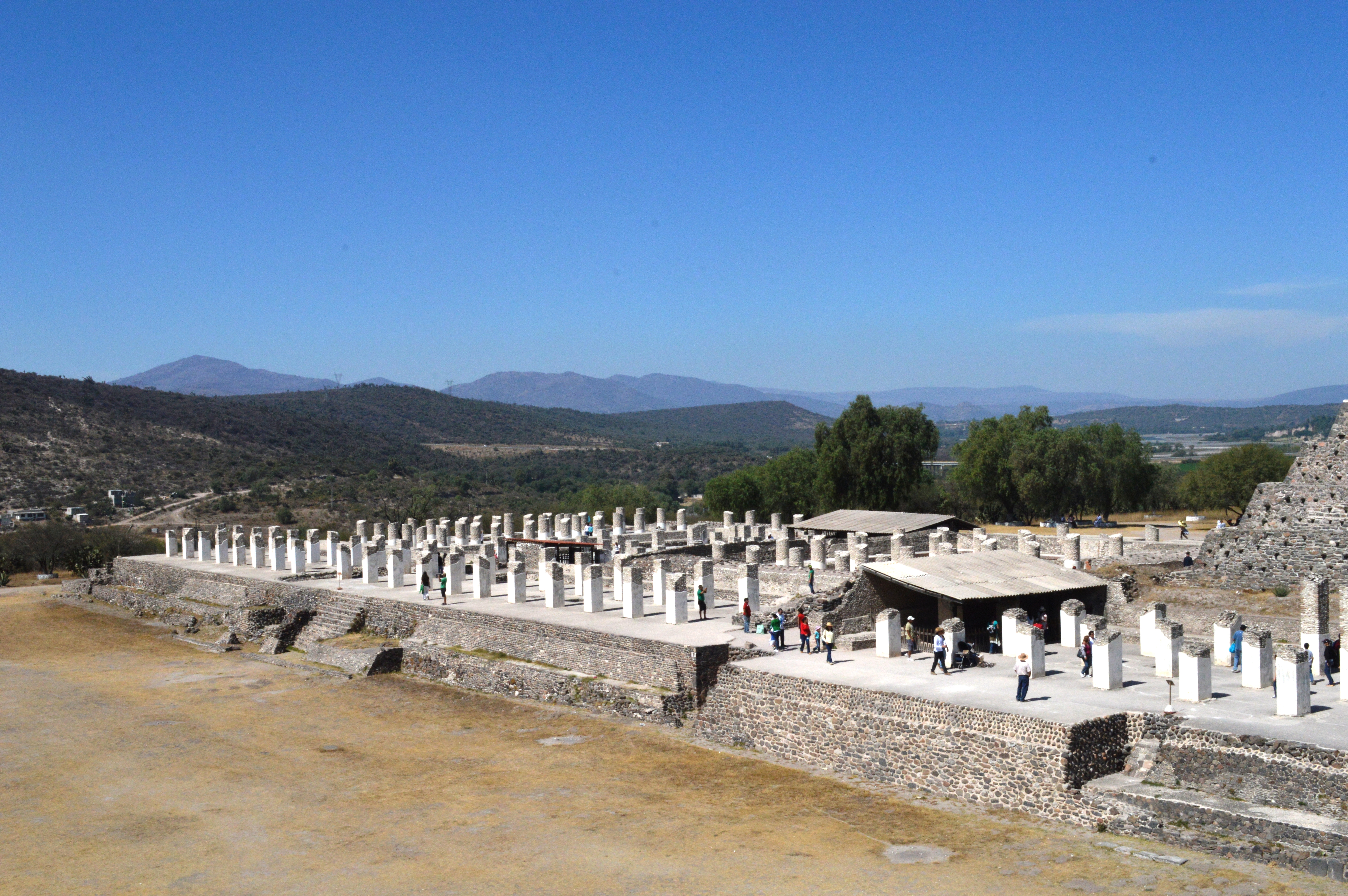
Widok na Budynek C – Spalony Pałac

Tula (także Tollan, Tollan-Xicocotitlan) – zachowane ruiny miasta Tolteków, w środkowym Meksyku, w zachodniej części stanu Hidalgo. Miasto zostało założone w IX wieku, po upadku Teotihuacánu, jako Tollan (Wśród sitowia lub Miejsce trzcin). Miejsce założenia miasta miało charakter obronny, otoczone było z trzech stron ścianami wąwozu, którego dnem płynęła rzeka. Największy rozkwit przeżyło w X wieku, kiedy to liczyło dziesiątki tysięcy mieszkańców i zajmowało obszar 16 km². Było centrum kulturowym Mezoameryki. Zniszczone w XII wieku przez plemiona Chichimeków. Przetrwało do podboju Meksyku przez Hiszpanów jako zależne od Azteków małe miasto-państwo. Obecnie znajduje się w nim park archeologiczny związany ze sztuką Tolteków.

## Obiekty w Tuli
Plac główny, wraz ze spektakularnymi platformami, schodami, ołtarzami, pałacami i boiskami do gry, mieścił się w najwyższym punkcie miasta.
- Piramida B – pięciostopniowa ze świątynią Quetzalcoatla na szczycie. Dach świątyni wspierają filary w formie posągów wojowników i rzeźbione motywami upierzonego węża, jaguara i sępa[2].
- El Palacio Quemado
- Juego de Pelota 1 – najmniejsze z boisk do gry, które zostało odkryte w Tuli. Na końcach tej struktury są nisze, na których prawdopodobnie były wyrzeźbione podobizny bóstw patronujących grze. W środkowej części, ściany boiska dekorowały płaskorzeźby wyryte w ciosanych kamieniach.
- El Coatepantli (Muro de serpientes)

## Mity związane z Tulą
W czasach świetności Tuli władza spoczywała w rękach kapłana noszącego imię legendarnego boga Mezoameryki – Quetzalcoatla. Z jego postacią i Tulą związanych jest wiele mitów opisujących samego kapłana i jego upadek. Wśród podań dotyczących siedziby kapłana dominują opisy charakteryzujące jego postać jako powszechnie szanowanego władcy, uważanego czasem za boga lub jego wcielenie. Osobę troszczącą się o dobrobyt swoich poddanych, filozofa poświęcającego czas na modły, rozmyślania i wewnętrzne doskonalenie się w celu osiągnięcia jedności z najwyższą, dla plemion Mezoameryki, zasadą świata – dwoistością, reprezentowaną przez boga Ometecuhtli. Człowieka dającego przykład wysoce etycznej postawy.
Za jego czasów w Tule panował dobrobyt (był to tzw. złoty wiek). Kapłan mieszkał w świątyni złożonej z czterech komnat: pierwsza z nich „złota” miała ściany obite złotą blachą, druga – komnata turkusów i szmaragdów ozdobiona była mozaiką złożoną z tych kamieni, trzecia wyłożona została srebrną blachą i muszlami morskimi, czwarta ściany miała ozdobione różnymi kamieniami, jaspisem i muszlami. Kapłan miał też drugi dom, zwany domem z piór. Jego cztery komnaty były ozdobione obiciami z piór: pierwsza z żółtych, druga z niebieskich, trzecia białych a czwarta z wielobarwnych piór (mieszkańcy Tuli uznawani byli za doskonałych rękodzielników).
W tym czasie nie składano ofiar z ludzi. Jednak taka postawa nie wszystkim odpowiadała. Według legend przeciwko Quetzalcoaltowi powstało trzech czarnoksiężników (szamanów) domagających się składania krwawych ofiar i opuszczenia Tuli przez najwyższego kapłana. Różne są wersje, według których plan czarnoksiężników się powiódł. Kronikarz Bernardino de Sahagún spisał historię, według której po wielu intrygach mających na celu zgładzenie jak największej liczby poddanych Quetzalcoalta, doszło do kompromitacji samego kapłana. Został on podstępem odwiedzony od przeprowadzenia porannych obrzędów. Według jednych wątków podano jemu pulque (napój alkoholowy) i kapłan zapomniało swoich powinnościach; są też wątki o dopuszczeniu się do czynu kazirodczego ze swoją siostrą Quetzapetlatl.
Zrozpaczony kapłan opuścił swoją siedzibę i udał się nad morze. Tam według jednych wersji zmarł a według innych udał się do miejsca Tlillan Tlapallan. Są też podania mówiące o dotarciu Quetzalcoalta do siedziby Majów na Jukatanie, bóg – wąż Majów nosił imię Kukulkan. Stamtąd, według niektórych wątków miał powrócić. Mit ten uważany jest za przyczynę dramatycznej pomyłki Azteków witających statki markiza del Valle, don Hernána Cortésa jako powracającego boga. Inna wersja (podawana przez Geronima de Mendieta) mówi o interwencji samego Tezcatlipoca – boga będącego odwiecznym antagonistą Quetzalcoalta. Miał on zstąpić z nieba i rozpocząć grę w piłkę. Podczas gry przemienił się w tygrysa. Przerażeni ludzie, uciekając w popłochu, wpadali do pobliskiego wąwozu ginąc w nim. Zrozpaczony Quetzalcoatl opuścił Tulę, a Tezcatlipoca podążył jego śladem. Kapłan dotarł aż do morza, gdzie zmarł a jego dusza przemieniła się w gwiazdę wschodzącą o świcie (planeta Wenus), stąd Quetzalcoalt nosił też imię Tlahuizcalpanteuctli).
Po odejściu Quetzalcoalta, władzę w Tuli sprawowali kolejni królowie-kapłani. Ostatnim z nich był Huemac. Z jego osobą związany jest inny mit rozgrywający się w Tuli. Zgodnie z przekazem, odbyły się zawody w pelotę pomiędzy samym królem i tlalokami (karłami boga deszczu Tlaloca). Zwycięzca miał otrzymać w nagrodę chalchihuite (zielone kamienie) i pióra kwezali (pióra używane do ozdoby stroju władców). Król wygrał, a tlalokowie przynieśli jemu wygraną w postaci kolb zielonej kukurydzy i liści kukurydzianych, w których zawiązują się kolby. Król nie tak wyobrażał sobie swoją nagrodę. Rozgniewał się na tlaloków i kazał im zabrać dary. Ci zabrali je i odeszli, mówiąc, że schowają je na cztery najbliższe lata. Po tej rozgrywce nastąpiły cztery lata nieurodzaju, które według podania poprzedziły przejęcie władzy przez Azteków.